# (38044) Michaellucas
(38044) Michaellucas est un objet de la ceinture principale d'astéroïdes intérieure de 1,624 km de diamètre découvert en 1998.

## Description
(38044) Michaellucas a été découvert le 19 septembre 1998 à la Station Anderson Mesa, un des deux sites d'observation de l'observatoire Lowell en Arizona (États-Unis), par le programme Lowell Observatory Near-Earth-Object Search (LONEOS).

### Caractéristiques orbitales
L'orbite de cet astéroïde est caractérisée par un demi-grand axe de 1,93 ua, un périhélie de 1,74 ua, une excentricité de 0,010 et une inclinaison de 20,87° par rapport à l'écliptique. Du fait de ces caractéristiques, à savoir un demi-grand axe inférieur à 2 ua et un périhélie supérieur à 1,666 ua, il est classé, selon la JPL Small-Body Database, objet de la ceinture principale d'astéroïdes intérieure.

### Caractéristiques physiques
(38044) Michaellucas a une magnitude absolue (H) de 15,5 et un albédo estimé à 0,611, ce qui permet de calculer un diamètre de 1,624 km. Ces résultats ont été obtenus grâce aux observations du Wide-Field Infrared Survey Explorer (WISE), un télescope spatial américain mis en orbite en 2009 et observant l'ensemble du ciel dans l'infrarouge, et publiés en 2011 dans un article présentant les premiers résultats concernant les astéroïdes de la ceinture principale.